# Zákon převrácených čtverců

Zobrazení zákona převrácených čtverců na příkladu šíření světla ze světelného zdroje

Zákon převrácených čtverců (anglicky inverse-square law) je fyzikální zákon, který říká, že intenzita klesá s druhou mocninou vzdálenosti od zdroje. Platí pro intenzitu fyzikálního pole (elektrického, magnetického či gravitačního) i pro intenzitu záření (světla či zvuku).

## Vzorec
Matematicky lze vyjádřit takto:
{\displaystyle {\mbox{Intenzita}}\ \propto \ {\frac {1}{{\mbox{vzdalenost}}^{2}}}\,}
A rovněž takto:
{\displaystyle {\frac {{\mbox{Intenzita}}_{1}}{{\mbox{Intenzita}}_{2}}}={\frac {{{\mbox{vzdalenost}}_{2}}^{2}}{{{\mbox{vzdalenost}}_{1}}^{2}}}}